# Alfred A. Knopf
Alfred A. Knopf Inc. es un sello editorial estadounidense con sede en la ciudad de Nueva York. Fue fundado en 1915 por Alfred A. Knopf, Sr. y Blanca Knopf. Desde 1960, forma parte del grupo Random House.

## Historia

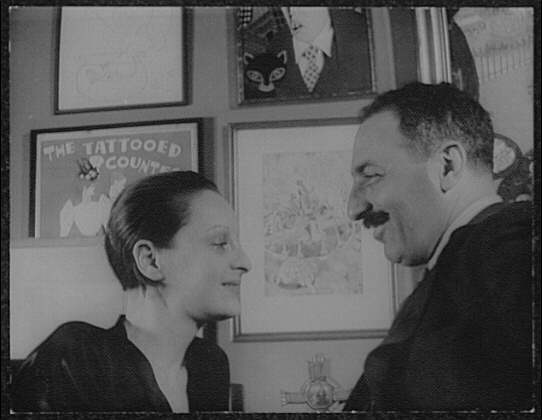
Imagen de Blanche Knopf y Alfred A. Knopf, en 1932.

La editorial fue fundada en 1915 por el matrimonio Blanche Knopf y Alfred Abraham Knopf. Editaron autores de medio mundo, con una vocación internacional. A la muerte de Alfred A. Knopf en 1932, su viuda Blanche Knopf, asesorada por Willian A. Koshland mantuvo la editorial durante dos décadas. En 1957 cogió la riendas del sello editorial Alfred Knopf Jr.
En 1991, la editorial hace revivir la colección Everyman's Library fundada al principio del siglo en Inglaterra para publicar los grandes clásicos de la literatura mundial.

## Autores publicados
Entre los autores más conocidos editados por Alfred TIENE. Knopf pueden estar citados por orden alfabético : John Banville, Max Beerbohm, Carl Bernstein, Albert Camus, Willa Cather, Julia Child, Bill Clinton, Michael Crichton, Joan Didion, Fernanda Eberstadt, Bret Easton Ellis, Joseph J. Ellis, James Ellroy, Ana Frank, Lee H. Hamilton, Carl Hiaasen, Kazuo Ishiguro, Thomas Kean, John Keegan, Christopher Lasch, Jack London, Thomas Mann, Gabriel García Márquez, Gabriella De Ferrari, Cormac McCarthy, H. L. Mencken, Toni Morrison, Virginia Frances Sterrett, Alice Munro, Haruki Murakami, Peter Demianovich Ouspensky, Christopher Paolini, Henry Petroski, Ezra Pound, Anne Rice, Dorothy Richardson, Susan Swan, Donna Tartt, Anne Tyler, John Updike, Andrew Vachss, Carl van Vechten, James D. Watson, Edmund White y Elinor Wylie.
Al total estos autores representan al menos 17 premios Nobel de literatura y 47 premio Pulitzer.